# Кызылжулдыз (Кокпектинский район)
Кызылжулдыз (каз. Қызылжұлдыз) — упразднённое село в Кокпектинском районе Восточно-Казахстанской области Казахстана. Упразднено в 2017 г. Входило в состав Теректинского сельского округа. Код КАТО — 635067300.

## Население
В 1999 году население села составляло 82 человека (43 мужчины и 39 женщин). По данным переписи 2009 года, в селе проживало 69 человек (38 мужчин и 31 женщина).